# Hospital Universitario Severo Ochoa
El Hospital Universitario Severo Ochoa es un hospital público situado en Leganés, y forma parte del Servicio Madrileño de Salud (SERMAS). Su nombre hace referencia al médico y científico español Severo Ochoa, premio Nobel de Medicina. 

## Historia
Las obras de construcción se iniciaron en 1981, con un coste de 1.227 millones de pesetas. Junto con Móstoles, Alcalá de Henares y Getafe, formó parte en el proyecto para construir los primeros hospitales provinciales de Madrid, respondiendo así a la demanda vecinal y sus movilizaciones solicitando más recursos sanitarios en la localidad (hasta la fecha, todos los hospitales se encontraban concentrados en la ciudad de Madrid). 
Fue diseñado por Flórez, López Fando y Fernández Inglada. El modelo arquitectónico del hospital siguió las directrices que el Insalud mantuvo para sus proyectos durante la década de 1980 y que tomaban como referencia los sistemas Harness y Nucleus del National Health Service británico, es decir, un diseño de planta en forma de punto de cruz.
El Hospital Universitario Severo Ochoa entró en funcionamiento el 30 de marzo de 1987, pero de manera parcial, inicialmente con los servicios de ginecología, neonatología, y maternidad. La ceremonia de inauguración oficial tuvo lugar el 3 de marzo de 1988, donde estuvo presente el vicepresidente del gobierno Alfonso Guerra, el ministro de Sanidad Julián García Vargas, y el propio Severo Ochoa. 
Su atención sanitaria incluía los municipios de Leganés, Fuenlabrada, Humanes y Moraleja de Enmedio, una población censada de más de 314.000 habitantes. El hospital disponía entonces de alrededor de 400 camas. Actualmente es hospital de referencia del municipio donde se encuentra, Leganés, tras la apertura del hospital de Fuenlabrada en junio del 2004.
La fuerte presión asistencial y el crecimiento de la población del Área 9 derivaron en 1990 en la realización de un estudio sobre las necesidades de la asistencia especializada. Sus conclusiones pusieron de manifiesto la carencia de camas para enfermos agudos y la urgente necesidad de ampliación, que llegó en una primera fase en 2001. Hasta entonces sólo se habían realizado pequeñas obras en varios servicios.
El Hospital Universitario Severo Ochoa fue el centro médico donde tuvo lugar el Caso Leganés, en relación con las denuncias sobre presunta mala praxis en la administración de fármacos en sedaciones practicadas a enfermos terminales en 2004 y 2005
El hospital ganó 5.000 metros cuadrados y la reforma de otros 4.800. En octubre de 2009 se sumó la segunda fase de ampliación, la que dotó al hospital de un edificio anexo externo para Gerencia-Dirección y Administración. En dicho edificio, en su planta baja, también incluye el archivo de historias clínicas, los vestuarios y el almacén general.
Desde julio de 2011, en la zona de consultas se deja de llamar por megafonía, implantándose los tickets y los dispensadores de los mismos.
En marzo de 2012 se unifica el servicio de Nefrología en unas nuevas instalaciones del Hospital, con lo que se culmina el traslado de la Unidad de Diálisis del Centro de Especialidades El Arroyo de Fuenlabrada al propio centro hospitalario. También se reforma el servicio de Anatomía Patológica y el tanatorio.
En el año 2019, se reforma el área de Consultas Externas y el hospital de Día que pasa a estar ubicado en la planta baja, de modo que ahora todas las consultas se ubican en la planta primera. Desde 2020, se establecen rutas de colores para facilitar el acceso a las consultas.

## Cobertura asistencial
El hospital atiende a una población de más de 190.000 personas en el municipio de Leganés.

### Atención Primaria
Es el hospital asignado para 9 centros de salud de Atención Primaria, entre los que se incluyen:
- Centro de Salud Dr. Mendiguchía Carriche
- Centro de Salud Huerta de los Frailes
- Centro de Salud Jaime Vera
- Centro de Salud Leganés Norte
- Centro de Salud María Ángeles López
- Centro de Salud María Jesús Hereza
- Centro de Salud María Montessori
- Centro de Salud Marie Curie
- Centro de Salud Santa Isabel

### Otros centros
Del Hospital Universitario Severo Ochoa depende el Centro de Especialidades María Ángeles López Gómez.

## Cartera de servicios
| - Alergología - Aparato Digestivo - Cardiología - Endocrinología - Geriatría - Hematología y Hemoterapia - Medicina Interna - Nefrología - Neumología - Neurología - Oncología - Pediatría - Reumatología - Psiquiatría - Urgencias | - Angiología y Cirugía Vascular - Cirugía General y de Aparato Digestivo - Dermatología - Obstetricia y Ginecología - Oftalmología - Otorrinolaringología - Traumatología y Cirugía Ortopédica - Urología | - Análisis Clínicos - Anatomía Patológica - Anestesiología y Reanimación - Banco de sangre - Bioquímica - Diálisis - Farmacia Hospitalaria - Hemodinámica - Hospital de Día - Inmunología - Medicina del Trabajo - Medicina Intensiva - Medicina Preventiva y Salud Pública - Microbiología y Parasitología - Nutrición y Dietética - Psicología Clínica - Radiodiagnóstico - Rehabilitación |

## Personal
En el centro trabajan casi 2200 profesionales. Cuenta con:
- facultativos 376
- enfermería 562
- personal no sanitario 364
- médicos residentes 152

### Docencia
Es uno de los centros de referencia para la formación de profesionales sanitarios de la Universidad Alfonso X el Sabio, Universidad Rey Juan Carlos y la Universidad Europea de Madrid

## Instalaciones y recursos
El edificio primitivo constaba de una planta baja y cuatro plantas en altura que configuraban una superficie construida de cerca de 44.000 metros cuadrados. Su estructura se basa en un esquema geométrico: cuatro ejes verticales y tres horizontes en torno a los cuales se aglutinan las diversas áreas, servicios y habitaciones.
El hospital cuenta con:
- camas 386
- puestos de diálisis 31
- quirófanos 13
- puestos de hospital de día 40
- consultas externas 119
- paritorios 4
- mamógrafos 2
- tomógrafos computarizados 2
- resonancias magnéticas 2

## Accesos
Al Hospital Universitario Severo Ochoa se puede llegar en transporte público, utilizando la red de Cercanías de Renfe, los autobuses urbanos de Leganés, los interurbanos que llegan desde las poblaciones aledañas y en MetroSur. Además, el hospital cuenta con una parada de taxis al lado de la entrada principal.

### Metro
La estación de Hospital Severo Ochoa, de la línea  MetroSur, presta servicio al hospital.

### Renfe Cercanías
La estación de Leganés, de la línea , es la más cercana, aunque está bastante alejada del hospital. Puede alcanzarse andando 15 minutos o usando el metro o los autobuses 485 y 486.

### Autobús
| Línea | Recorrido                                                                                              | Operador                  |
| ----- | --- | ------------------------- |
| 468   | Getafe - Griñón/Casarrubuelos/Serranillos/Ugena                                                        | Avanza Movilidad Integral |
| 481   | Madrid (Oporto) - Leganés (ParqueSur - Hospital)                                                       | Empresa Martín            |
| 485   | Madrid (Aluche) - Leganés (Norte - Montepinos) Leganés (ParqueSur) - Ciudad del Automóvil - Cementerio | Empresa Martín            |
| 486   | Madrid (Oporto) - Leganés (Valdepelayo)                                                                | Empresa Martín            |
| 491   | Madrid (Aluche) - Fuenlabrada (Barrio del Naranjo)                                                     | Empresa Martín            |
| 492   | Madrid (Aluche) - Fuenlabrada (Parque Granada)                                                         | Empresa Martín            |
| 493   | Madrid (Aluche) - Fuenlabrada (Loranca)                                                                | Empresa Martín            |
| 497   | Leganés (ParqueSur) - Moraleja de Enmedio (Las Colinas)                                                | Empresa Martín            |
| N803  | Madrid (Atocha) - Fuenlabrada (Barrio del Naranjo)                                                     | Empresa Martín            |
| N804  | Madrid (Atocha) - Fuenlabrada                                                                          | Empresa Martín            |

### En coche
Se puede acceder al hospital desde la autovía  M-50  y a través de las autovías  M-406  y  M-409 . 
En la ciudad de Leganés no hay estacionamiento regulado de pago, así que se puede aparcar en las calles cercanas al Hospital. El propio hospital cuenta con aparcamiento.